# Campeonato Carioca 1926
In 1926 werd het 21ste Campeonato Carioca gespeeld voor voetbalclubs uit de toen nog Braziliaanse hoofdstad Rio de Janeiro. De competitie werd gespeeld van 4 april tot 21 november. São Cristóvão werd kampioen.

## Eindstand
| Plaats | Club             | Wed. | W  | G | V  | Saldo | Ptn. |
| ------ | ---------------- | ---- | -- | - | -- | ----- | ---- |
| 1.     | São Cristóvão AC | 18   | 14 | 2 | 2  | 70:37 | 30   |
| 2.     | Vasco da Gama    | 18   | 14 | 1 | 3  | 66:30 | 29   |
| 3.     | Fluminense       | 18   | 13 | 1 | 4  | 50:27 | 27   |
| 4.     | Bangu            | 18   | 10 | 1 | 7  | 50:34 | 21   |
| 5.     | Flamengo         | 18   | 7  | 5 | 6  | 53:40 | 19   |
| 6.     | Botafogo         | 18   | 7  | 0 | 11 | 55:67 | 14   |
| 7.     | Syrio e Libanez  | 18   | 6  | 2 | 10 | 36:53 | 14   |
| 8.     | America          | 18   | 5  | 1 | 12 | 42:56 | 11   |
| 9.     | Villa Isabel     | 18   | 4  | 2 | 12 | 27:51 | 10   |
| 10.    | Brasil           | 18   | 2  | 1 | 15 | 25:79 | 5    |

### Kampioen
| Campeonato Carioca de 1926        |
| Rio de Janeiro                    |
| --------------------------------- |
| SÃO CRISTÓVÃO Kampioen (1° titel) |